# Screw 32
Screw 32 is een Amerikaanse punkband opgericht in 1992 en afkomstig uit Berkeley, Californië. De band was voornamelijk actief tussen 1992 en 1997 en heeft in die periode twee studioalbums en een reeks ep's en singles (waarvan de meeste splitalbums) uitgegeven via verschillende platenlabels. De band werd heropgericht in 2016.

## Geschiedenis
De band werd opgericht toen Grant McIntire en Andrew Champion klaagden over de staat van de lokale muziekscene op dat moment. Hun vriend Shea Walters stelde daarna voor dat de twee vrienden een eigen band op zouden richten. Zowel Grant als Andrew hadden allebei voorheen in bands gespeeld en waren al bevriend voor lange tijd. Doug Sangalang (die destijds in Big Rig speelde) kwam een paar weken na de eerste oefensessies in Screw 32 spelen. Jimi Cheetah speelde basgitaar en Josh Kilbourn de drums.
De eerste tour van de band was met de meer bekende punkband Youth Brigade, een band die een grote invloed had op de muziekstijl van Screw 32. In 1995 werd de split-single "Spies For Life" / "Blind Spot" uitgegeven via BYO Records, het platenlabel van Youth Brigade.
Het laatste concert van Screw 32 werd samen met Citizen Fish, The Criminals, en Fury 66 gespeeld in Twain Harte in april 1997 bij Boarderline Warehouse, een concertzaal dat werd beheerd door Mark Kirkman, een vriend van de band. De gemoederen tussen de bandleden waren zo hoog opgelopen dat de meesten van hen die nacht nauwelijks iets zeiden. Champion stond gedurende het concert stil en speelde niet, behalve toen het laatste nummer van de set, "One Time Angels", werd gespeeld. Na afloop draaide hij zich om naar de andere bandleden en zei "bedankt, ik stop ermee".
Screw 32 werd heropgericht in de lente van 2016 met gitarist Zac Hunter van The Nerve Agents, drummer Jude Ramirez en basgitarist Dustin Tyler. Zanger Champion en gitarist McIntire zijn de enige overgebleven oorspronkelijke leden van de band.

## Huidige leden
- Andrew Champion - zang
- Grant McIntire - gitaar
- Zac Hunter - gitaar
- Dustin Tyler Kanel - basgitaar
- Jude Ramirez - drums